# جيفري ماكس جونز
جيفري ماكس جونز (بالإسبانية: Jeffrey Max Jones)‏ هو سياسي مكسيكي، ولد في 25 أبريل 1958 في المكسيك. حزبياً، نشط في حزب العمل الوطني. وقد انتخب عضو مجلس الشيوخ من المكسيك وانتخب عضو مجلس النواب المكسيك.